# Onthophagus guatemalensis
Onthophagus guatemalensis är en skalbaggsart som beskrevs av Bates 1887. Onthophagus guatemalensis ingår i släktet Onthophagus och familjen bladhorningar. Inga underarter finns listade i Catalogue of Life.